# Bahnhof Grenchen Nord

Der Bahnhof Grenchen Nord (lokal auch als Nordbahnhof bezeichnet) ist einer der beiden Bahnhöfe in der Stadt Grenchen in der Schweiz. Er liegt an der Jurabahnlinie und befindet sich im Eigentum der BLS Netz AG, wird jedoch ausschliesslich von Zügen der Schweizerischen Bundesbahnen bedient.

## Lage

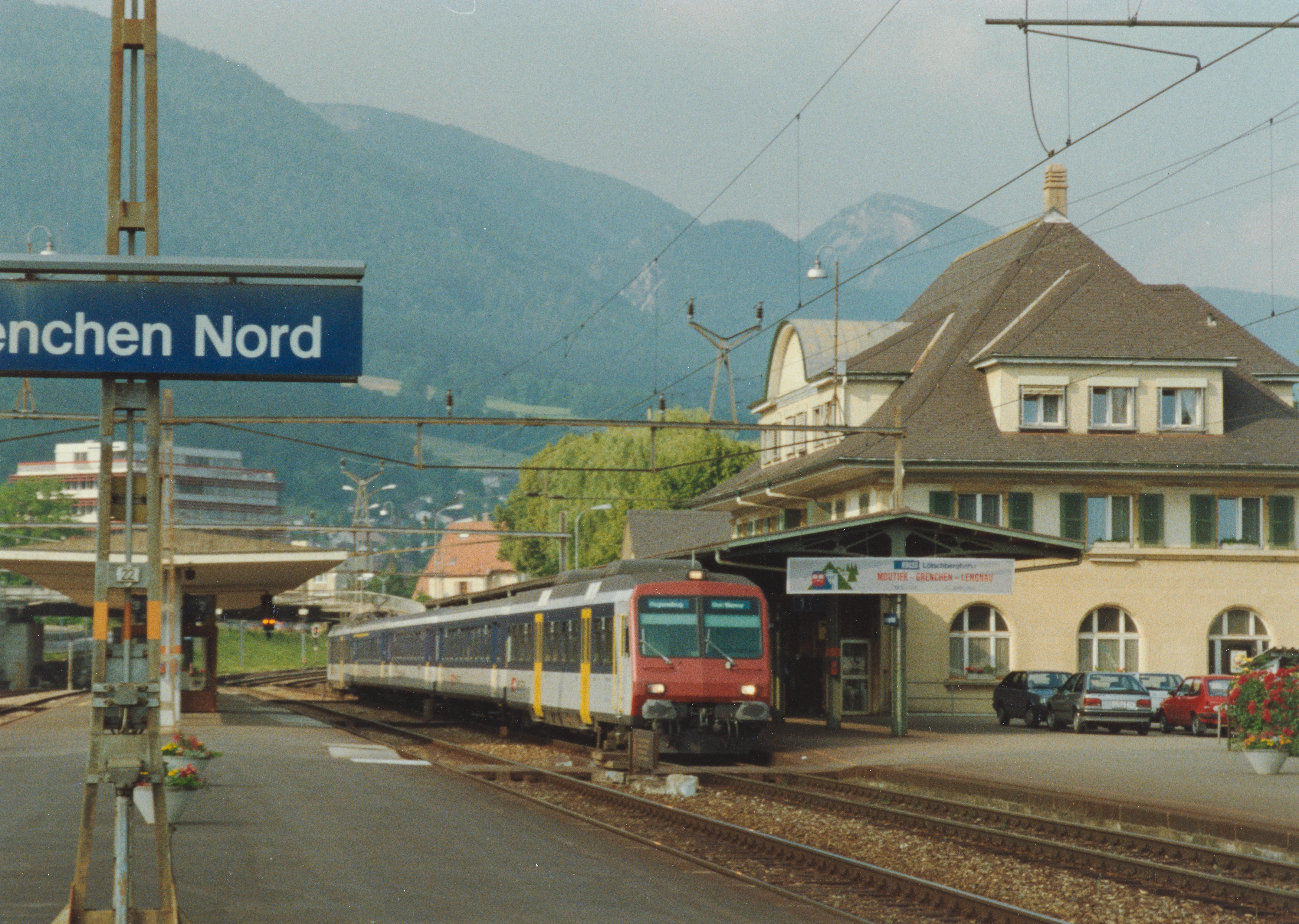
Bahnhof Grenchen Nord

Der Bahnhof liegt westlich des Stadtzentrums, welches in wenigen Minuten zu Fuss zu erreichen ist. Das Parktheater Grenchen liegt in unmittelbarer Nähe des Bahnhofs. Auch die Uhrenhersteller Eterna, Fortis und Titoni befinden sich in Gehdistanz.
Als eine der wenigen Schweizer Städte verfügt Grenchen über zwei Bahnhöfe mit Fernverkehrshalt, nebst dem Nordbahnhof gibt es in Grenchen Süd noch den Südbahnhof der SBB an der Bahnstrecke Solothurn–Biel/Bienne.

## Geschichte
Seit 1877 war die Stadt Bern via Bahnstrecke Biel/Bienne–Bern und der Jurabahn Biel–Délemont–Basel mit den Grenzübergängen Delle und Basel mit Frankreich verbunden. Die Direktverbindung Bern–Paris war jedoch unattraktiv, so dass im Zuge des Baus des Lötschbergtunnels eine direktere Verbindung zwischen Moutier (Münster) und Biel geplant wurde. 1909 erhielt die Berner Alpenbahn-Gesellschaft Bern–Lötschberg–Simplon die Konzession für den Bau der Münster-Lengnau-Bahn mit dem Grenchenbergtunnel und zwei Viadukten als wichtigsten Bauten und Grenchen Nord als einzigem Bahnhof.
Am 1. Oktober 1915 wurden die Linie und der Bahnhof eröffnet. Zu Beginn war er der wichtigere der beiden Grenchner Bahnhöfe, mit Direktverbindungen teilweise nach Paris oder Moskau.
2006 übernahmen die SBB den Betrieb des Billetschalters von den BLS. Sie schlossen diesen im November 2009.

## Anlage

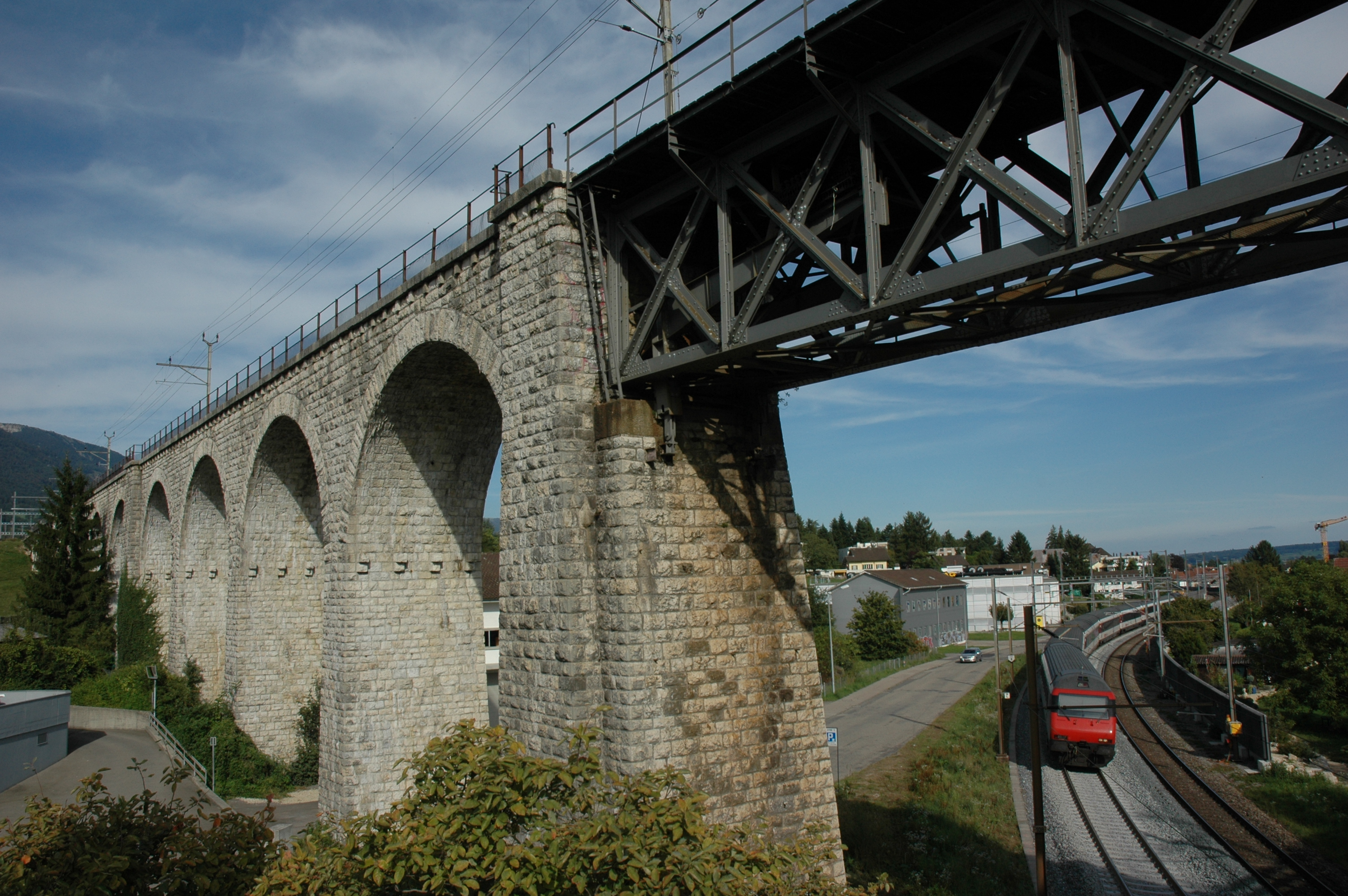
Viadukt der Jurabahnlinie vor dem Bahnhof Grenchen Nord, unten die Jurasüdfusslinie Richtung Bahnhof Grenchen Süd

Der Bahnhof hat zwei Bahnsteige mit drei Gleisen. Das südöstliche Gleis 1 bedient Züge in Richtung Moutier, das nordwestliche Gleis 2 Züge in Richtung Biel/Bienne. Gleis 3 liegt nordwestlich des Bahnsteigs zu Gleis 2 und wird eher selten gebraucht.

## Betrieb

### Eisenbahn
Fernverkehrsverbindung
- 51 Basel SBB – Delémont – Biel/Bienne  TT FZ BZ FS RZ , im Sommer zusätzlich , stündlich

Regionalverkehr
- 56 Biel/Bienne – Delémont – Delle (– Meroux TGV) , stündlich

### Stadtbus
Der Busbetrieb Grenchen und Umgebung bedient den Bahnhof mit mehreren Linien.

### Taxi
Direkt beim Bahnhof befindet sich einer der beiden Taxistände in der Stadt Grenchen.

## In der Literatur
Der Bahnhof Grenchen Nord spielt eine zentrale Rolle im 1978 erschienenen Roman Un Amour à Grenchen-Nord des Walliser Schriftstellers Maurice Zermatten. Auch Friedrich Dürrenmatt berichtete, den Bahnhof Grenchen Nord oft benutzt zu haben und von diesem wie auch seiner Umgebung fasziniert gewesen zu sein.